# Montefalco

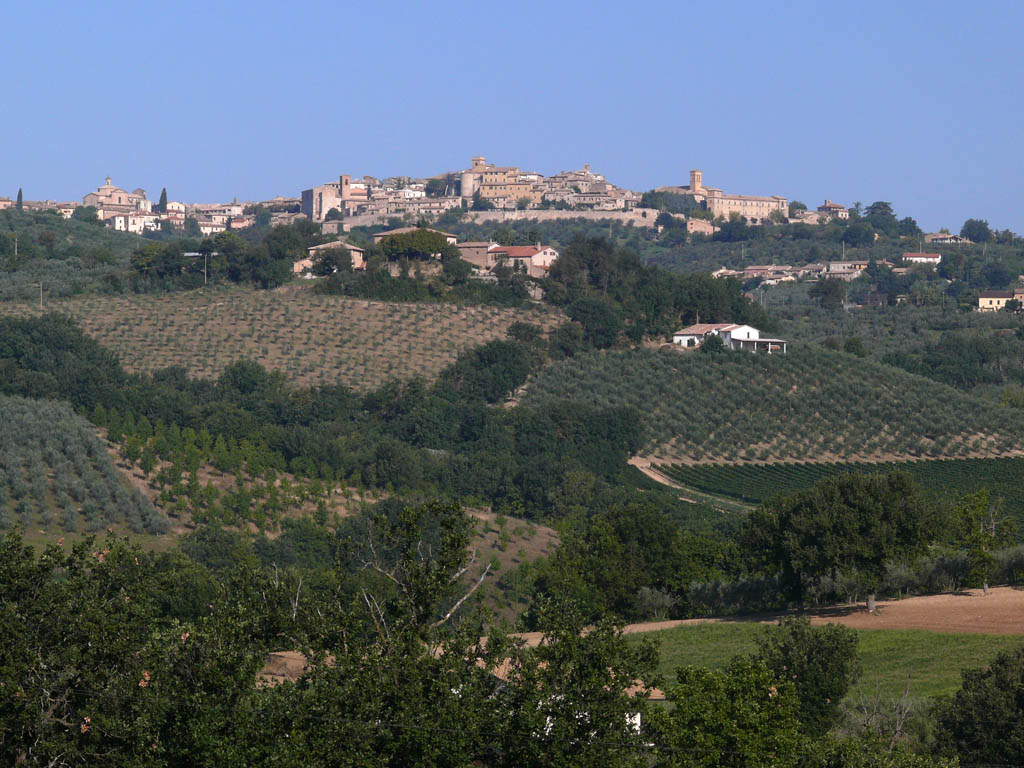
Montefalco, vista.

Montefalco és una ciutat i un municipi italià de 5.702 habitants a la província de Perusa (l'Úmbria), en un aflorament dels pujols Martani sobre la plana al·luvial del riu Clitunno, a 7 km al sud-est de Bevagna, 11 km al sud-oest de Foligno,i 9 km al nord-oest de Trevi.

## Història
La ciutat ja era un poblament actiu des dels temps dels umbres. Després va estar sota dominació romana i llombarda i s'anomenà Coccorone a l'edat mitjana. El 1249 va ser saquejada per Federic II, però aviat va ser reconstruïda amb el seu nom actual. Des del segle xiii va ser una comuna lliure amb govern de la noblesa local i els comerciants, però després, com moltes altres localitats d'Ombria, va donar pas al govern d'una Signoria –en aquest cas, la dels Trinci de la veïna Foligno (1383-1439)–. El 1446 va caure en poder dels Estats Pontificis en els quals va romandre fins a la unificació d'Itàlia en 1861.
Clara de Montefalco, de vegades coneguda com a santa Clara de la Creu, va néixer en Montefalco i allí va morir el 1308.

## Llocs d'interès
Montefalco té avui diverses esglésies, algunes d'estil romànic, altres gòtiques i renaixentistes. Històricament, la més important és l'església de Sant Francesco, que és avui el museu municipal, i, atesa la seva col·lecció d'art i objectes diversos, és un dels més importants museus d'Ombria. L'església destaca pel cicle de frescs sobre la vida de sant Francesc d'Assís, de l'artista d'Ombria Benozzo Gozzoli (1450-1452). Altres artistes representats en el museu són Perugino, Melanzio, Pier Antonio Mezzastris, Antoniazzo Romano i Tiberio d'Assisi.
Entre les altres esglésies que es troben dins i fora dels murs de la ciutat són Sant'Agostino, Sant'Illuminata i Sant Fortunato. Aquesta última, construïda al segle iv sobre la tomba del sant i renovada al segle xv, va tenir frescs per Gozzoli i Tiberio d'Assisi.
El Palazzo Comunale («Ajuntament»), del segle xiii, té una finestra amb trencallums de l'edifici original i un pòrtic del segle XV. També notables són les portes als murs, inclosa la Porta Sant'Agostino, Porta Camianoìì i Porta Federico II.

## Cultura
El municipi de Montefalco i una petita zona del municipi de Bevagna constitueixen la zona geogràfica regulada per a la producció dels vins Montefalco. Cada any, al voltant de Pasqua, la ciutat celebra un gran festival anomenat Settimana Enologica –o «Setmana Enológica»–, en què els visitants poden gaudir dels principals vins produïts a la zona incloent els vins de taula, comparativament més simples, Montefalco Rosso, els negres més complexos amb denominació d'origen Sagrantino, pels quals la regió és famosa, i el Montefalco Sagrantino secco.

## Evolució demogràfica
| Gràfica d'evolució de Montefalco entre 1861 i 2001 |
|                                                    |